# واحدهای اداری-سرزمینی کرانه چپ دنیستر
واحدهای اداری-سرزمینی کرانه چپ دنیستر (به لاتین: Administrative-Territorial Units of the Left Bank of the Dniester) یک منطقهٔ خودمختار در مولداوی است که در شرق این کشور واقع شده‌است.